# ميرزاآباد (مقاطعة غيلانغرب)
ميرزاآباد (بالفارسية: میرزاآباد) هي قرية تقع في كرمانشاه في إيران.